# Sinuston
Ein Sinuston, in der Akustik auch einfach als Ton bezeichnet, ist ein Schallereignis, dessen erzeugende Schwingung mathematisch (außer an ihrem Beginn und Ende) durch einen unendlichen Sinus beschrieben werden kann.
Streng genommen handelt es sich dabei um ein theoretisches Konstrukt, das in seiner perfekten Form weder in der Natur vorkommt noch technisch realisiert werden kann. „Natürlich“ erzeugte Töne, etwa von Musikinstrumenten, sind nämlich im akustischen Sinne keine (Sinus-)Töne, sondern Klänge, weil an ihnen immer mehrere Eigenfrequenzen (Obertöne) des schwingenden Körpers (Saite, Luftsäule usw.) beteiligt sind. Jedoch erzeugen die Stimmgabel sowie die gedackte Orgelpfeife in sehr weiter Mensur obertonarme Klänge, die den reinen Sinuston annähern.

## Menschliches Empfinden
Der Klang des Sinustons wird im Allgemeinen als steril oder leer empfunden:
440Hz-Sinustonⓘ
Er erscheint „pfeifend“, weil Pfeifen (Flöten) relativ arm an Obertönen sind.

## Grundbaustein von Klängen
Der charakteristische Klang eines Musikinstruments entsteht als Summe unterschiedlicher Sinustöne (Grundton + Obertöne), deren Amplituden und Phasen sich manchmal auch während des Erklingens des Tons verändern.
Das Konzept des Sinustons ist wichtig für die Spektralanalyse, da Sinustöne die Grundbausteine jedes Schallereignisses darstellen. So lässt sich mit Hilfe der Fourier-Analysis ein beliebiges zeitabhängiges Signal als Summe von Sinussignalen unterschiedlicher Frequenz und Phase darstellen.

## Mathematischer Hintergrund

Sinusfunktion im Zeitverlauf (oben) und in der Spektraldarstellung (unten)

Eine Schwingung kann beschrieben werden, indem man zu jedem Zeitpunkt t die momentane Auslenkung y(t) als Funktion beschreibt. Bei einem Sinuston hat diese Schwingungsfunktion die Form
{\displaystyle y(t)=y_{0}\cdot \sin(2\pi f\cdot t)}.
Dabei ist
- {\displaystyle y_{0}} die Amplitude
- f die Frequenz der Schwingung.

Die Auslenkung {\displaystyle y(t)} und die Amplitude  {\displaystyle y_{0}} sind Strecken (Längen). Stattdessen lassen sich auch verschiedene andere Größen verwenden, die den momentanen Zustand des schwingenden Körpers beschreiben, etwa der Schalldruck oder die Schallschnelle; die Amplitude ist dann jeweils der Maximalwert, den diese Größe annimmt.

## Technische Erzeugung und Anwendung
Je nachdem, welche Ansprüche an den erlaubten Klirrfaktor gestellt werden, steigt der Aufwand zur Erzeugung eines Sinustons: geringer Klirrfaktor bedeutet hohen Aufwand.
Der Sinuston wird verwendet z. B. bei der Eichung und Messung der Frequenzgänge tontechnischer Geräte, aber auch bei Hörtests oder als Gemisch mehrerer Sinustöne im Mehrfrequenzwahlverfahren.